# (552) Sigelinde
(552) Sigelinde ist ein Asteroid des Hauptgürtels, der am 14. Dezember 1904 vom deutschen Astronomen Max Wolf in Heidelberg entdeckt wurde.
Der Asteroid wurde benannt nach einer Figur aus Richard Wagners Oper Die Walküre.